# Wysschaja Liga (Tadschikistan) 2024
Die Wysschaja Liga 2024, auch bekannt als 1xBet Higher League, war die 33. Spielzeit der höchsten tadschikischen Fußballliga. Organisiert wurde die Liga durch die Tajikistan Football Federation. An dem Wettbewerb nahmen zwölf Mannschaften teil. Die Saison startete am 6. April 2024 und endete am 11. Dezember 2024. Titelverteidiger war der FK Istiklol.

## Teilnehmende Mannschaften
| Verein           | Stadt        | Heimstadion                       | Kapazität |
| ---------------- | ------------ | --------------------------------- | --------- |
| Barqchi Hisor    | Hissor       | Ibrogimbek Gaforov Stadium        | 3.000     |
| SSKA Pomir       | Duschanbe    | SSKA-Stadium                      | 7.000     |
| Eskhata Khujand  | Chudschand   | Bistsolagii Istiqloliyati Stadium | 20.000    |
| FK Istaravshan   | Istarawschan | Istaravshan Arena                 | 20.000    |
| FC Istiklol      | Duschanbe    | Pamir-Stadium                     | 24.000    |
| Khosilot Farkhor | Farkhor      | Central Stadium Farkhor           |           |
| FC Khujand       | Chudschand   | Bistsolagii Istiqloliyati Stadium | 20.000    |
| Kuktosh Rudaki   | Rudakij      | Stadium Neftyanik                 | 6.000     |
| Panjshir Balch   | Balch        | Uktam Mammatova Stadium           | 7.000     |
| Ravshan Kulob    | Kulob        | Central Stadium                   |           |
| Regar TadAZ      | Tursunsoda   | TALCO-Arena                       | 13.770    |
| Vakhsh Bokhtar   | Bochtar      | Tsentralnyi Stadium               | 10.000    |

## Ausländische Spieler
Stand: Saisonende 2024
| Mannschaft       | Spieler 1              | Spieler 2           | Spieler 3                  | Spieler 4                | Spieler 5           | Spieler 6                | Spieler 7           | Spieler 8     | Spieler 9     | Ehemalige ausländische Spieler                                                                   |
| ---------------- | ---------------------- | ------------------- | -------------------------- | ------------------------ | ------------------- | ------------------------ | ------------------- | ------------- | ------------- | ------------------------------------------------------------------------------------------------ |
| Barqchi Hisor    | Étienne Landry Onana   | Patrick Arthur      | Boateng Frimpong           | Quaye Godson             | Kamal Mohammed      | Chinbunchorn Somrak      |                     |               |               |                                                                                                  |
| SSKA Pomir       | Gerard Bakinde         | Jean Gatten         | Anani Kwasi                | Shokhrukh Eshbutaev      | Mukhammad Isaev     | Islom Isakzhanov         | Mukhiddin Odilov    |               |               | Saidmakhmud Gulomov                                                                              |
| Eskhata Khujand  | Dmitri Stajila         | Azizbek Muratov     | Sanzhar Rikhsiboev         |                          |                     |                          |                     |               |               |                                                                                                  |
| FK Istaravshan   | Nikola Jovanovic       | Jakhongir Akhmadov  | Azamat Isroilov            | Jamshid Khasanov         | Mumin Meliev        | Mirzokhid Mirzamakhmudov | Javokhirbek Rasulov |               |               | Mbeke Siebatcheu Khurshid Olimov                                                                 |
| FC Istiklol      | Matthew Millar         | Pavel Nazarenko     | Murilo Souza               | Dimitar Mitkov           | Francesco Margiotta | Keita Suzuki             | Darko Ilieski       | Nikola Stošić | Oleksiy Larin | Dženis Beganović Ivan Novoselec Blessing Eleke Slavko Lukić                                      |
| Khosilot Farkhor | Willy Kapawa           | Arsene Bilé Obama   | Junior Prince Sime         | Giorgi Gadrani           | Luka Koberidze      | Prosper Gbeku            |                     |               |               | Francois Enyegue Aryeetey Roger                                                                  |
| FC Khujand       | Tony Bikatal           | Artem Serdyuk       | Sergey Tskanyan            | Dejan Tumbas             | Firdavs Abdusalimov | Jasur Kurbonov           | Islom Toshpulatov   |               |               | Deni Daliev                                                                                      |
| Kuktosh Rudaki   | Alex Gyamfi            | Aryeetey Roger      | Mohamed Tangara            | Aaron Vasquez            | Jakhongir Alamov    | Khasanboy Kakhkhorov     |                     |               |               | Quaye Godson Kamal Mohammed Mahdi Nourpourasl Sam Azimzadeh Tabrizi Ural Choriev Muslim Kurbonov |
| Panjshir Balch   | Ngangue Ntengue Dorian | Fon Terence Musi    | Alexandre Ngongang         | Andre Nkou               | Wilfried Tchamako   | Christopher Bonney       | Peter Sarkodie      | Radin Sayyar  |               | Franck Michael Nonga Junior Onana                                                                |
| Ravshan Kulob    | Kojo Matić             | Siddiq Kamal Issah  | David Mawutor              | Samuel Ofori             | Kristian Mocic      | Andriy Markovych         | Yevhen Hrytsenko    |               |               | Matheus Silva Masahudu Alhassan Evgheni Oancea Musa Nurnazarov Yuriy Batyushyn Dmytriy Pavlish   |
| Regar TadAZ      | Joseph Feumba          | Manuel Tresor Panny | Nii Gyashie Bortey Acquaye | Emmanuel Kwadwo Frimpong | Osuman Kassim       | Johnson Owusu            | Asilbek Temirov     |               |               | Ramis Begishev                                                                                   |
| Vakhsh Bokhtar   | Benjamin Amponsah      | Emmanuel Mwanengo   | Mykyta Peterman            | Serhiy Yavorskyi         | Sardor Kobulzhanov  |                          |                     |               |               | Reza Seyf Ahmadi                                                                                 |

 Ausländische Spieler, die während der Saison den Verein verlassen haben

## Tabellen

### Abschlusstabelle
Stand: Saisonende 2024
| Pl. | Verein             | Sp. | S  | U | N  | Tore    | Diff. | Punkte |
| --- | ------------------ | --- | -- | - | -- | ------- | ----- | ------ |
| 1.  | FC Istiklol (M)    | 22  | 19 | 2 | 1  | 062:110 | +51   | 59     |
| 2.  | FC Khujand         | 22  | 13 | 4 | 5  | 038:160 | +22   | 43     |
| 3.  | Ravshan Kulob      | 22  | 11 | 8 | 3  | 033:170 | +16   | 41     |
| 4.  | SSKA Pomir         | 22  | 11 | 6 | 5  | 036:210 | +15   | 39     |
| 5.  | FC Khatlon         | 22  | 11 | 2 | 9  | 026:210 | +5    | 35     |
| 6.  | Eskhata Khujand    | 22  | 10 | 5 | 7  | 034:340 | ±0    | 35     |
| 7.  | Regar TadAZ        | 22  | 9  | 6 | 7  | 021:150 | +6    | 33     |
| 8.  | Khosilot Farkhor   | 22  | 5  | 9 | 8  | 027:260 | +1    | 24     |
| 9.  | Barqchi Hisor (N)  | 22  | 5  | 5 | 12 | 021:420 | −21   | 20     |
| 10. | FK Istaravshan (N) | 22  | 4  | 5 | 13 | 017:320 | −15   | 17     |
| 11. | Panjshir Balch (N) | 22  | 4  | 4 | 14 | 016:410 | −25   | 16     |
| 12. | Kuktosh Rudaki     | 22  | 1  | 2 | 19 | 008:630 | −55   | 05     |

| Zum Saisonende 2024:                                                                                      |
| Meister und Qualifikation für die AFC Champions League Two Relegationsspiele Absteiger in die zweite Liga |

| Zum Saisonende 2023: |                                                                                |
| (M)                  | Amtierender Meister: FC Istiklol                                               |
| (N)                  | Aufsteiger aus der zweiten Liga: Barqchi Hisor, FK Istaravshan, Panjshir Balch |

### Heimtabelle
Stand: Saisonende 2024
| Pl. | Verein           | Sp. | S | U | N | Tore    | Diff. | Punkte |
| --- | ---------------- | --- | - | - | - | ------- | ----- | ------ |
| 1.  | FC Istiklol      | 11  | 9 | 1 | 1 | 037:500 | +32   | 28     |
| 2.  | FC Khatlon       | 11  | 8 | 1 | 2 | 018:800 | +10   | 25     |
| 3.  | Ravshan Kulob    | 11  | 7 | 3 | 1 | 017:600 | +11   | 24     |
| 4.  | FC Khujand       | 11  | 7 | 1 | 3 | 026:110 | +15   | 22     |
| 5.  | SSKA Pomir       | 11  | 5 | 5 | 1 | 018:700 | +11   | 20     |
| 6.  | Regar TadAZ      | 11  | 5 | 3 | 3 | 013:600 | +7    | 18     |
| 7.  | Eskhata Khujand  | 11  | 5 | 3 | 3 | 020:150 | +5    | 18     |
| 8.  | Khosilot Farkhor | 11  | 4 | 2 | 5 | 018:130 | +5    | 14     |
| 9.  | Barqchi Hisor    | 11  | 3 | 2 | 6 | 010:180 | −8    | 11     |
| 10. | FK Istaravshan   | 11  | 2 | 4 | 5 | 007:110 | −4    | 10     |
| 11. | Panjshir Balch   | 11  | 2 | 2 | 7 | 006:200 | −14   | 08     |
| 12. | Kuktosh Rudaki   | 11  | 1 | 2 | 8 | 006:230 | −17   | 05     |

### Auswärtstabelle
Stand: Saisonende 2024
| Pl. | Verein           | Sp. | S  | U | N  | Tore    | Diff. | Punkte |
| --- | ---------------- | --- | -- | - | -- | ------- | ----- | ------ |
| 1.  | FC Istiklol      | 11  | 10 | 1 | 0  | 025:600 | +19   | 31     |
| 2.  | FC Khujand       | 11  | 6  | 3 | 2  | 012:500 | +7    | 21     |
| 3.  | SSKA Pomir       | 11  | 6  | 1 | 4  | 018:140 | +4    | 19     |
| 4.  | Ravshan Kulob    | 11  | 4  | 5 | 2  | 016:110 | +5    | 17     |
| 5.  | Eskhata Khujand  | 11  | 5  | 2 | 4  | 014:190 | −5    | 17     |
| 6.  | Regar TadAZ      | 11  | 4  | 3 | 4  | 008:900 | −1    | 15     |
| 7.  | Khosilot Farkhor | 11  | 1  | 7 | 3  | 009:130 | −4    | 10     |
| 8.  | FC Khatlon       | 11  | 3  | 1 | 7  | 008:130 | −5    | 10     |
| 9.  | Barqchi Hisor    | 11  | 2  | 3 | 6  | 011:240 | −13   | 09     |
| 10. | Panjshir Balch   | 11  | 2  | 2 | 7  | 010:210 | −11   | 08     |
| 11. | FK Istaravshan   | 11  | 2  | 1 | 8  | 010:210 | −11   | 07     |
| 12. | Kuktosh Rudaki   | 11  | 0  | 0 | 11 | 002:400 | −38   | 0      |

## Relegation
| Datum               |                         | Gesamt |                | Hinspiel | Rückspiel |
| ------------------- | ----------------------- | ------ | -------------- | -------- | --------- |
| 3./7. Dezember 2024 | Parvoz Bobojon Ghafurov | 1:3    | Panjshir Balch | 1:1      | 0:2       |

Panjshir Balch verblieb in der ersten Liga.

## Ergebnisse
Die Kreuztabelle stellt die Ergebnisse aller Spiele dieser Saison dar. Die Heimmannschaft ist in der linken Spalte, die Gastmannschaft in der oberen Zeile aufgelistet.
| Saison 2024      | BAR | SSK | ESK | IST | ISK | KHO | KHU | KUK | PAN | RAV | REG | KHA |
| ---------------- | --- | --- | --- | --- | --- | --- | --- | --- | --- | --- | --- | --- |
| Barqchi Hisor    |     | 0:2 | 0:1 | 1:0 | 1:5 | 1:1 | 0:1 | 1:0 | 1:3 | 3:3 | 1:2 | 1:0 |
| SSKA Pomir       | 3:2 |     | 0:0 | 4:1 | 1:2 | 5:0 | 0:0 | 5:0 | 0:0 | 0:0 | 3:1 | 1:0 |
| Eskhata Khujand  | 2:2 | 0:3 |     | 2:2 | 0:3 | 3:1 | 0:2 | 7:0 | 3:1 | 1:1 | 1:0 | 1:0 |
| FK Istaravshan   | 1:1 | 0:1 | 0:1 |     | 0:2 | 0:0 | 1:1 | 2:0 | 0:0 | 1:3 | 0:1 | 2:1 |
| FC Istiklol      | 9:1 | 2:0 | 6:1 | 3:1 |     | 3:1 | 0:1 | 6:0 | 4:0 | 1:0 | 0:0 | 3:0 |
| Khosilot Farkhor | 3:0 | 1:1 | 1:2 | 3:1 | 3:3 |     | 0:1 | 2:0 | 4:1 | 0:1 | 0:1 | 1:2 |
| FC Khujand       | 2:0 | 5:1 | 2:1 | 3:1 | 0:1 | 1:3 |     | 6:0 | 3:1 | 1:1 | 1:2 | 2:0 |
| Kuktosh Rudaki   | 2:1 | 0:3 | 2:3 | 0:1 | 0:2 | 0:0 | 0:3 |     | 2:4 | 0:5 | 0:0 | 0:1 |
| Panjshir Balch   | 0:2 | 1:3 | 0:2 | 1:3 | 0:3 | 0:0 | 0:1 | 2:1 |     | 1:1 | 1:0 | 0:4 |
| Ravshan Kulob    | 2:1 | 1:0 | 4:1 | 1:0 | 0:1 | 0:0 | 3:2 | 3:0 | 2:0 |     | 1:1 | 0:1 |
| Regar TadAZ      | 0:0 | 2:3 | 2:0 | 2:0 | 1:2 | 0:0 | 0:0 | 3:0 | 1:0 | 0:1 |     | 2:0 |
| FC Khatlon       | 0:1 | 2:1 | 2:2 | 1:0 | 0:1 | 4:2 | 1:0 | 3:1 | 1:0 | 3:0 | 1:0 |     |

## Torschützenliste
Stand: Saisonende 2024
| Platz | Spieler              | Mannschaft                                    | Tore |
| ----- | -------------------- | --------------------------------------------- | ---- |
| 1.    | Manuchekhr Dzhalilov | FC Istiklol                                   | 17   |
| 2.    | Artem Serdyuk        | FC Khujand                                    | 10   |
| 2.    | Dzhakhongir Ergashev | Eskhata Khujand                               | 10   |
| 4.    | Dejan Tumbas         | FC Khujand                                    | 8    |
| 4.    | Sheriddin Boboev     | Khosilot Farkhor                              | 8    |
| 4.    | Abdukhalil Boronov   | Khosilot Farkhor (3 Tore) SSKA Pomir (5 Tore) | 8    |
| 4.    | Nozim Babadzhanov    | Ravshan Kulob (4 Tore) FC Khujand (4 Tore)    | 8    |
| 8.    | Nuriddin Khamrokulov | Khosilot Farkhor (3 Tore) FC Khatlon (3 Tore) | 6    |
| 8.    | Blessing Eleke       | FC Istiklol                                   | 6    |
| 8.    | Alisher Dzhalilov    | FC Istiklol                                   | 6    |

## Hattricks
Stand: Saisonende 2024
| Spieler               | Verein          | Gegnerischer Verein | Ergebnis | Datum             |
| --------------------- | --------------- | ------------------- | -------- | ----------------- |
| Blessing Eleke        | FC Istiklol     | Kuktosh Rudaki      | 6:0 (H)  | 20. April 2024    |
| Dzhakhongir Ergashev  | Eskhata Khujand | Kuktosh Rudaki      | 7:0 (H)  | 16. Juni 2024     |
| Manuchekhr Dzhalilov4 | FC Istiklol     | Barqchi Hisor       | 9:1 (H)  | 19. Juni 2024     |
| Manuchekhr Dzhalilov  | FC Istiklol     | Barqchi Hisor       | 5:1 (A)  | 30. November 2024 |

4 Vier Tore in einem Spiel